# ديفيد ويلكي
كان السير ديفيد ويلكي (عاش من 18 نوفمبر عام 1785 وحتى 1 يونيو عام 1841) رسامًا بريطانيًا مشهورًا بلوحاته التي تنتمي إلى فئة الرسم النوعي. رسم ويلكي بنجاح مجموعة واسعة من الأنماط تضمنت المشاهد التاريخية والصور الشخصية –بما في ذلك لوحات تصور الحكام أو العوائل المالكة– والعديد من المشاهد المستوحاة من رحلاته إلى أوروبا والشرق الأوسط. كانت منطقة تواجده الرئيسية في لندن، لكنه توفي ودُفن أثناء تواجده في البحر قبالة جبل طارق خلال عودته من رحلته الأولى إلى الشرق الأوسط. لُقِّب ويلكي في بعض الأحيان بـ «رسام الشعب».
كان ويلكي الرسام الرئيسي للملك وليام الرابع والملكة فيكتوريا. بصرف النظر عن لوحاته الملكية، فإن أكثر لوحاته شهرة اليوم هي على الأرجح لوحة «متقاعدو تشيلسي يقرأون رسالة واترلو» لعام 1822 في أبسلي هاوس.

## المشاهد التاريخية
انتقل ويلكي إلى رسم المشاهد التاريخية ورسم لوحته «ألفريد في كوخ الرعاة» التي عرضها في معرض ألكسندر دافيسون التوضيحي للتاريخ الإنجليزي. عاد بعد الانتهاء من ذلك إلى الرسم النوعي راسمًا لوحة «لاعبي البطاقات» ولوحته المثيرة للإعجاب «يوم الإيجار» التي رسمها أثناء فترة تعافيه من الحمى التي أصابته عام 1807 أثناء زيارته قريته الأم. كان عمله الكبير التالي هو لوحة بعنون «باب بيت الجعة» ولوحة «مهرجان القرية» (موجودتان الآن في المعرض الوطني في لندن) التي اشتراها جون يوليوس أنغيرشتاين مقابل 800 جنيهًا. أعقب ذلك رسمه لوحته المشهورة «لعبة الرجل الأعمى» في عام 1813 بتفويض من الأمير وصي العرش، وأُضيف إليها لاحقًا لوحة «زفاف بيني» في عام 1818.

## التكريم
ضمته الأكاديمية الملكية في نوفمبر عام 1809 كمساعد عند بلوغه التقريبي للسن المنصوص عليها في قوانينها، وأصبح في فبراير عام 1811 أكاديميًا كاملًا. افتتح في عام 1812 معرضًا لأعماله في شارع بول مول لكن التجربة لمتكن ناجحة ماليًا.

## رحلاته في القارة

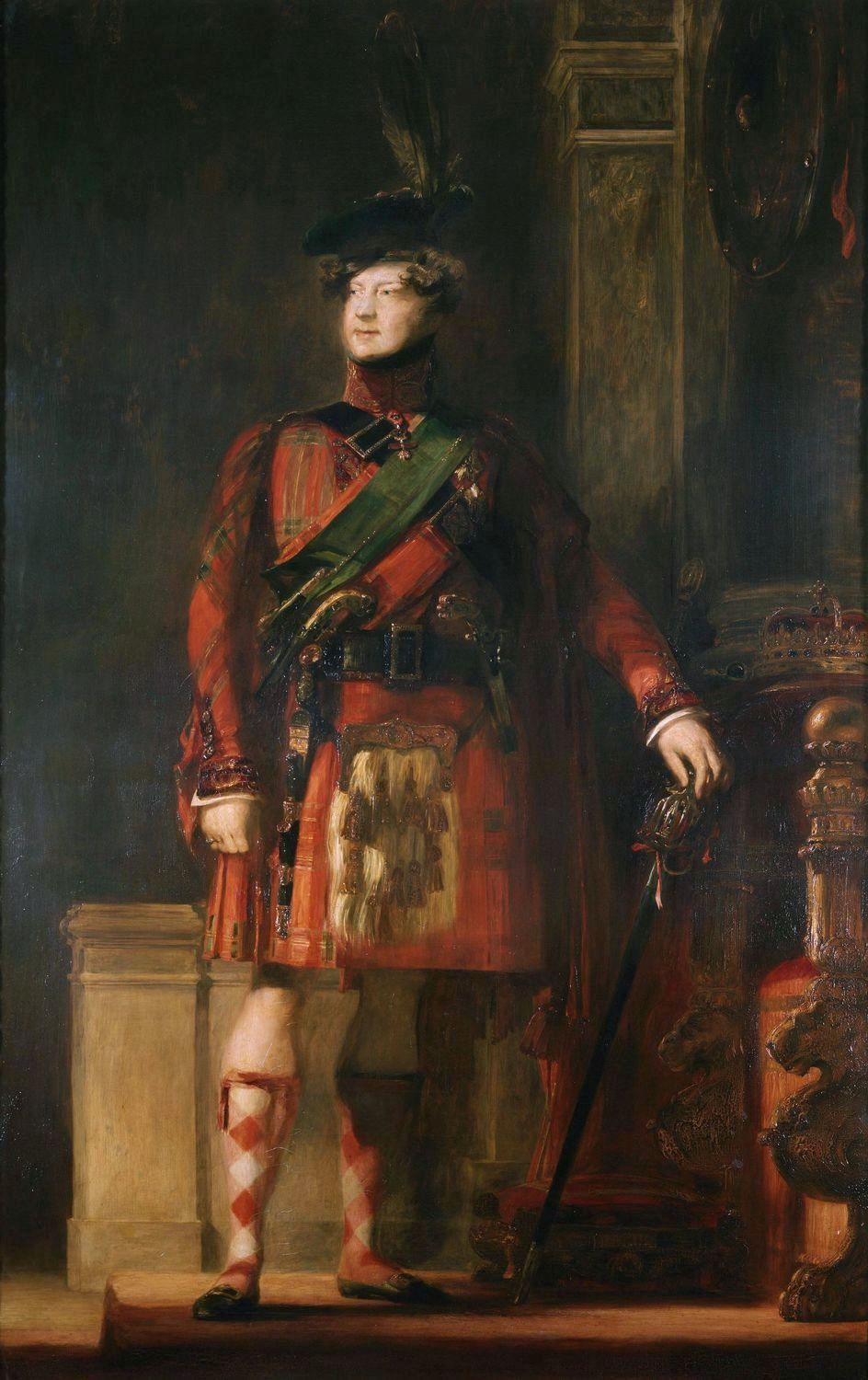
لوحة مجاملة للسيد ديفيد ويلكي تصور الملك جورج الرابع مرتديًا التنورة بمناسبة زيارته اسكتلندا. اختيرت درجات الإضاءة لتخفيف سطوع تنورته وإبراز ركبتيه عاريتين دون إظهار البنطال الضيق الوردي الذي ارتداه الملك في هذا الحدث.

أنجز ويلكي في عام 1814 لوحته «خطاب التقديم»، وهي أحد أكثر الصور الصغيرة المنجزة بدقة وكمال. قام ويلكي في نفس العام بزيارته الأولى للقارة (الأرض اليابسة المتواصلة من أوروبا الغربية)، ليبدأ حينها في باريس دراسته الغنية والممتعة للأعمال فنية الموجودة في متحف اللوفر. ما تزال التفاصيل المتعلقة بتلك الرحلة محفوظة في صحيفة بنيامين هايدون التي تعود لأخيه وزميله في السفر تشيدومير. بدأ ويلكي عند عودته رسم لوحة «محجوز للإيجار»، وهي أحد أكثر أعماله شهرةً ودرامية. قام ويلكي في عام 1816 بجولة عبر هولندا وبلجيكا مع أبراهام ريمباش الذي نقش العديد من لوحاته. كانت لوحة «السير والتر سكوت وعائلته» بعنوان «عائلة أبوتسفورد» حصيلة زيارة ويلكي لأبوتسفورد في عام 1817، وهي صورة بحجم صغير تضم شخصيات صغيرة كاملة الطول في ثوب الفلاحين الإسكتلنديين. انتهى ويلكي من لوحة «قراءة الوصية» التي طلبها ملك بافاريا في عام 1820 وهي الآن في نيو بيناكوثيك في ميونيخ، وأنجز بعد ذلك بعامين اللوحة الرائعة «متقاعدو تشيلسي يقرأون رسالة واترلو» التي طلبها دوق ولنجتون في عام 1816 بتكلفة 1200 جنيه والتي عُرِضَت في الأكاديمية الملكية.

## زيارة الملك جورج الرابع إلى اسكتلندا
زار ويلكي في عام 1822 إدنبرة لاختيار موضوع مناسب للوحة زيارة الملك جورج الرابع إلى اسكتلندا. واختار في نهاية المطاف مشهد استقبال الملك عند مدخل قصر هوليرود، ليُعيَّن في العام التالي عند وفاة رايبورن ويبدأ العمل بجد على الموضوع. انقضت عدة سنوات دون اكتمال العمل لأنه –كما كل الأعمال الاحتفالية– كان غير مناسب للفنان أثناء العمل عليه وغير مرضيًا عند الانتهاء منه. أثر هذا التعاقد على صحته وعانى من الضغط والشدة في تلك الأثناء وتفاقمت حالته سوءًا بسبب المحاكمات والمسؤوليات المحلية الثقيلة.

## الإرث
كان ويلكي الأب الروحي لابن زميله الأكاديمي ويليام كولينز، وسُمِّي الابن على اسم الرجلين. شبَّ الابن وأصبح روائي مشهور باسمه الفريد ويلكي كولينز.

## وصلات خارجية
- ديفيد ويلكي على موقع الموسوعة البريطانية (الإنجليزية)
- الأعمال في معارض اسكتلندا الوطنية نسخة محفوظة 3 مارس 2012 على موقع واي باك مشين. (بالإنجليزية)
- الملف الشخصي على الأكاديمية الملكية للمجموعات الفنية